# ジェンギズ・ウンデル
ジェンギズ・ウンデル（Cengiz Ünder、1997年7月14日 - ）は、トルコ・マルマラ地方バルケスィル県出身のサッカー選手。トルコ代表。ロサンゼルスFC所属。ポジションはMF。

## 経歴

### クラブ
2014年からトルコのアルトゥノルドゥFKでキャリアをスタートさせ、2016年にイスタンブール・バシャクシェヒルFKに移籍した。
2017年7月16日、ASローマと2022年6月30日までの契約を結んだ、移籍金は1340万ユーロ。2017年8月26日のインテル戦でセリエAデビュー。2018年2月4日のエラス・ヴェローナ戦で決勝点となる移籍後初ゴールを挙げると、続く11日のベネヴェント戦では2ゴール1アシストを挙げ、17日のウディネーゼ戦でも先制ゴールを決めて3試合連続ゴールを記録した。また、21日のシャフタール戦に先発してチャンピオンズリーグデビューを果たすと、勢いそのままに前半41分にCL初得点を決めた。
2020年9月20日、レスター・シティFCに買取オプション付きのレンタルで移籍した。
2021年7月4日、オリンピック・マルセイユに買取オプション付きのレンタルで移籍した。
2023年8月13日、フェネルバフチェSKに移籍した。4年契約で、移籍金は1500万ユーロとみられている。
2025年2月20日、ロサンゼルスFCに買取オプション付きのレンタルで移籍した。

### 代表
トルコ代表として各世代別代表でプレーし、2016年11月12日、コソボ代表戦でA代表デビューを果たした。2017年3月17日、モルドバ代表戦で初得点を記録した。

## 個人成績

### 代表での成績
出典
| トルコ代表 | 国際Aマッチ | 国際Aマッチ |
| 年         | 出場        | 得点        |
| ---------- | ----------- | ----------- |
| 2016       | 1           | 0           |
| 2017       | 6           | 3           |
| 2018       | 10          | 1           |
| 2019       | 3           | 2           |
| 2020       | 6           | 2           |
| 2021       | 10          | 3           |
| 2022       | 6           | 2           |
| 通算       | 42          | 13          |